# ولادیسلاو اکیمنکو

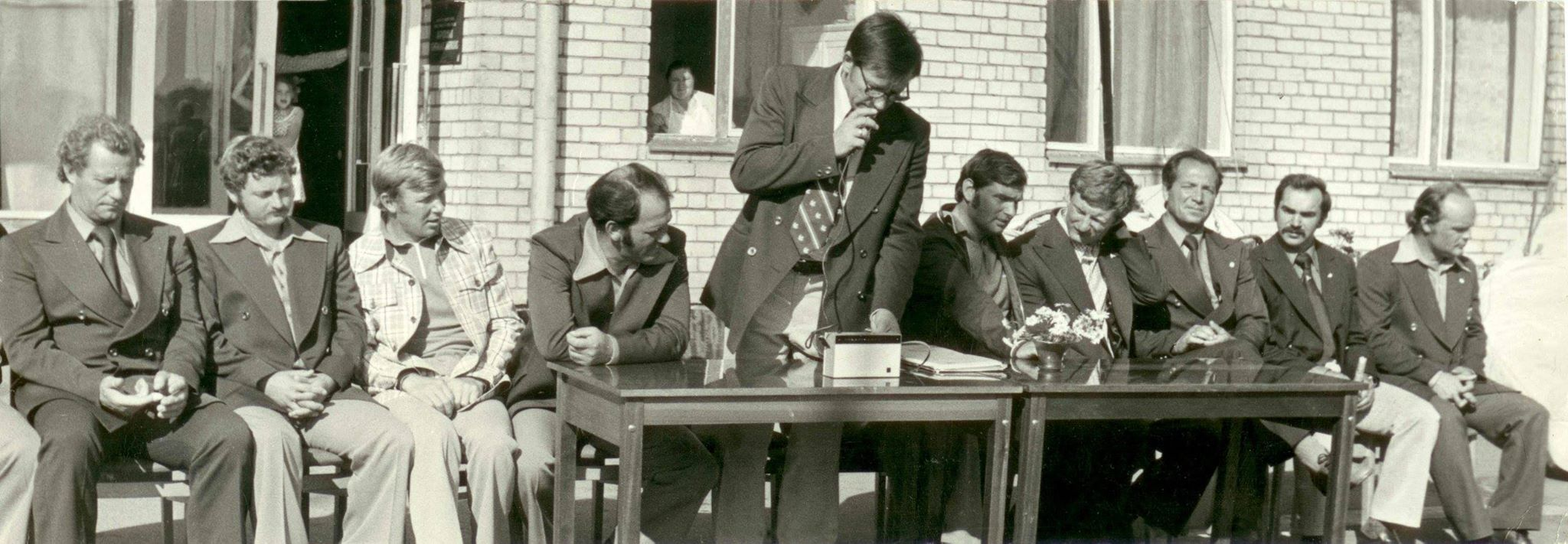
تیم قایق‌رانی شوروی در المپیک تابستانی ۱۹۷۶

ولادیسلاو اکیمنکو (روسی: Владислав Іванович Акименко؛ زادهٔ ۵ مارس ۱۹۵۳) قایقران قایق بادبانی اهل اتحاد جماهیر شوروی سوسیالیستی است.